# Combronde
 Combronde  es una población y comuna francesa, situada en la región de Auvernia, departamento de Puy-de-Dôme, en el distrito de Riom y cantón de Combronde.

## Demografía
| 1548 | 1950 | 1949 | 1975 | 1843 | 1868 |
| Para los censos de 1962 a 1999 la población legal corresponde a la población sin duplicidades (Fuente: INSEE [Consultar]) |      |      |      |      |      |